# 澳門大學橫琴粵澳深度合作區校區
澳門大學橫琴粵澳深度合作區校區，簡稱澳大深合區校區，為澳門大學興建中的校區，位於中國廣東省橫琴粵澳深度合作區西部，面積約為現時澳門大學新校區的一半。

## 歷史
2024年1月14日，澳門大學舉行開放日，校長宋永華表示正籌劃於橫琴粵澳深度合作區建立新校區，面積為本校部（澳門大學新校區）的一半，佔地83.1萬平方米，計劃於2028年啟用。在興建新校園期間，於附近建造面積約4,000平方米的教學中心，在新校區建設過渡階段用於研究生教學和研究的平台。新校園擬推出醫學、新工科、微電子、物聯網、人工智慧、機器人、量化商學分析等課程，並獲准建立澳大橫琴高等研究院以推進學研結合。
2024年5月中下旬，橫琴粤澳深度合作区城市规划和建设局发布一则公示，將橫琴西面一塊土地調整為教育用地。項目用地位於天沐河南侧，橫琴大道北侧。新校區建设面积为0.46平方公里，距離横琴口岸6.6公里，車程約15分鐘，毗鄰「澳門新街坊」住宅建設項目，擬建立医学院、信息学院、设计学院与工学院4个学院。
2024年6月17日，澳門大學校長宋永華出席“機遇澳門”主題採訪團參訪澳大校本部時表示，正在籌備中的深合區新校區預計2028年正式運作，將招收8,000名本科生及研究生，以及招聘500名教師。並將設立醫學院、工學院、信息學院和設計學院等，推進前沿科學研究和產學研轉化。建立深合區校區目的是促進大灣區及深合區發展規劃綱要明確提出推動高科技、大健康、現代金融發展，滿足深合區、粵港澳大灣區及澳門“1+4”產業所需相關人才，更進一步要提高大學在人才培養方面數量及學科佈局。
2024年11月18日，廣東橫琴澳大高等教育發展有限公司成功以9.46億元人民幣拍得橫琴高等教育用地，標誌着深合區校區建設即將啟動。
2024年12月9日，澳大深合區校區舉行交地暨奠基儀式，標誌著校區工程正式動工，計劃於2028年8月投入使用。
2025年4月14日，澳門特區政府發表的《2025年財政年度施政報告》提出於橫琴合作區建設澳琴國際教育（大學）城 ，澳大深合區校區成為了前者組成的一部份，並以先行示範的形式率先於2028年啟用。及後其他澳門公立高校（澳門理工大學、澳門旅遊大學）在大學城的校區相繼落成。

## 校園建築
澳大深合區校區總用地面積近38萬平方米，建築面積約83.1萬平方米，設醫學院、信息學院、設計學院、工學院、交叉研究院及高等研究院，預計可容納10,000名學生。校園主入口設於橫琴大道一側，圖書館綜合樓面向校園主入口建設，中央教學樓以暗紅色為主色調。除教學樓和圖書館外，另規劃建設本科生書院、博碩生宿舍、教職員宿舍以及會堂、體育館、大學賓館等配套。

## 地理位置
根據橫琴深合區城市規劃和建設局發布一則國有建設用地使用權協議出讓計劃公告。地塊位於深合區琴畫街東側、天沐河南側、開新五道西側、橫琴大道北側。